# تعمیر و نگهداری هواپیما

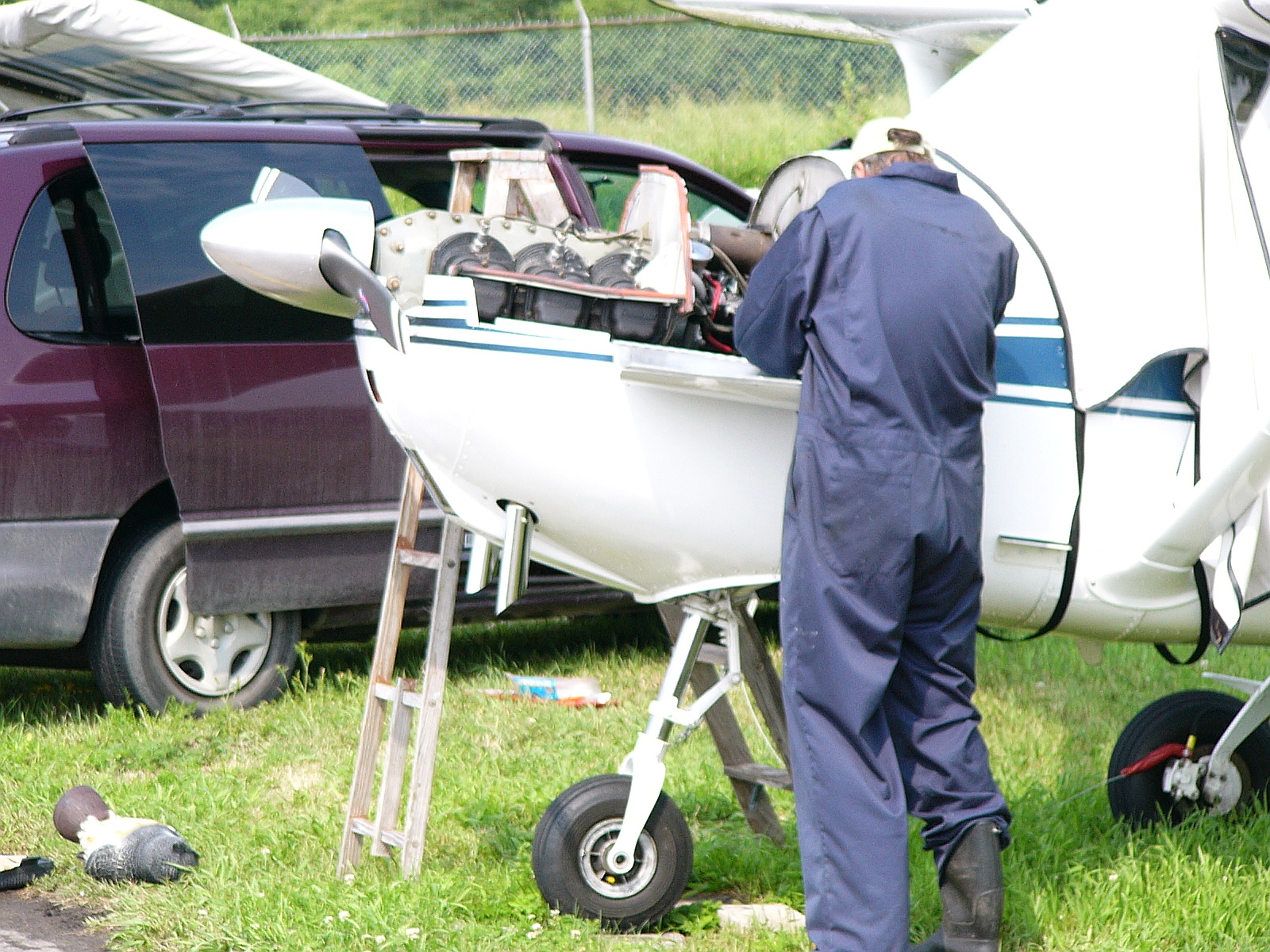
تعمیر دستی هواپیمای سسنا ۱۷۲

نگهداری و تعمیرات هواپیما اورهال، تعمیر، بازرسی یا اصلاح یک هواپیما یا بخشی از آن است.
نگهداری و تعمیرات ممکن است شامل وظایفی مانند حصول اطمینان از انطباق با بخشنامه صلاحیت پرواز یا بولتن‌های خدمات پرواز باشد. به منظور اطمینان از عملکرد ایمن و درست در طول پرواز، نگهداری و تعمیرات هواپیماها بسیار قاعده‌مند است. مقررات ملی توسط سازمان‌هایی مانند سازمان بین‌المللی هواپیمایی کشوری (ایکائو) با استانداردهای بین‌المللی هماهنگ می‌شوند. همه عملیات نگهداری و تعمیرات، پرسنل و بازرسی دارای نظم و ترتیب مشخص بوده و کارکنان باید برای فعالیت‌هایی که انجام می‌دهند دارای تاییدیه باشند.

## ارزش مالی
در سال ۲۰۱۵ بازار نگهداری، تعمیر و تعمیرات اساسی ((به انگلیسی: Maintenance, Repair, Overhaul) که به آن MRO نیز می‌گویند) در آمریکا ۱۳۵/۱ میلیارد دلار آمریکا گردش مالی داشته که معادل سه چهارم بازار ۱۸۰٫۳ میلیارد دلاری تولید هواپیما بوده‌است. از این مقدار، ۶۰٪ آن برای هوانوردی غیرنظامی است که شامل ۴۸٪ حمل و نقل هوایی، ۹٪ تجارت و هوانوردی عمومی، ۳٪ هواگردهای گردنده‌بال و ۴۰٪ برای هوانوردی نظامی است که ۲۷٪ آن مربوط به بال ثابت و ۱۳٪ بال چرخنده است. در بازار ۶۴/۳ میلیارد دلاری نگهداری، تعمیر و تعمیرات اساسی حمل و نقل هوایی آمریکا ۴۰٪ آن برای موتورها، ۲۲٪ برای قطعات، ۱۷٪ برای خط، ۱۴٪ برای بدنه و ۷٪ برای تغییرات بوده‌است. پیش‌بینی شده‌است که این رقم با رشد ۴/۱ درصد در سال تا سال ۲۰۲۵ به ۹۶ میلیارد دلار برسد.

## مقررات

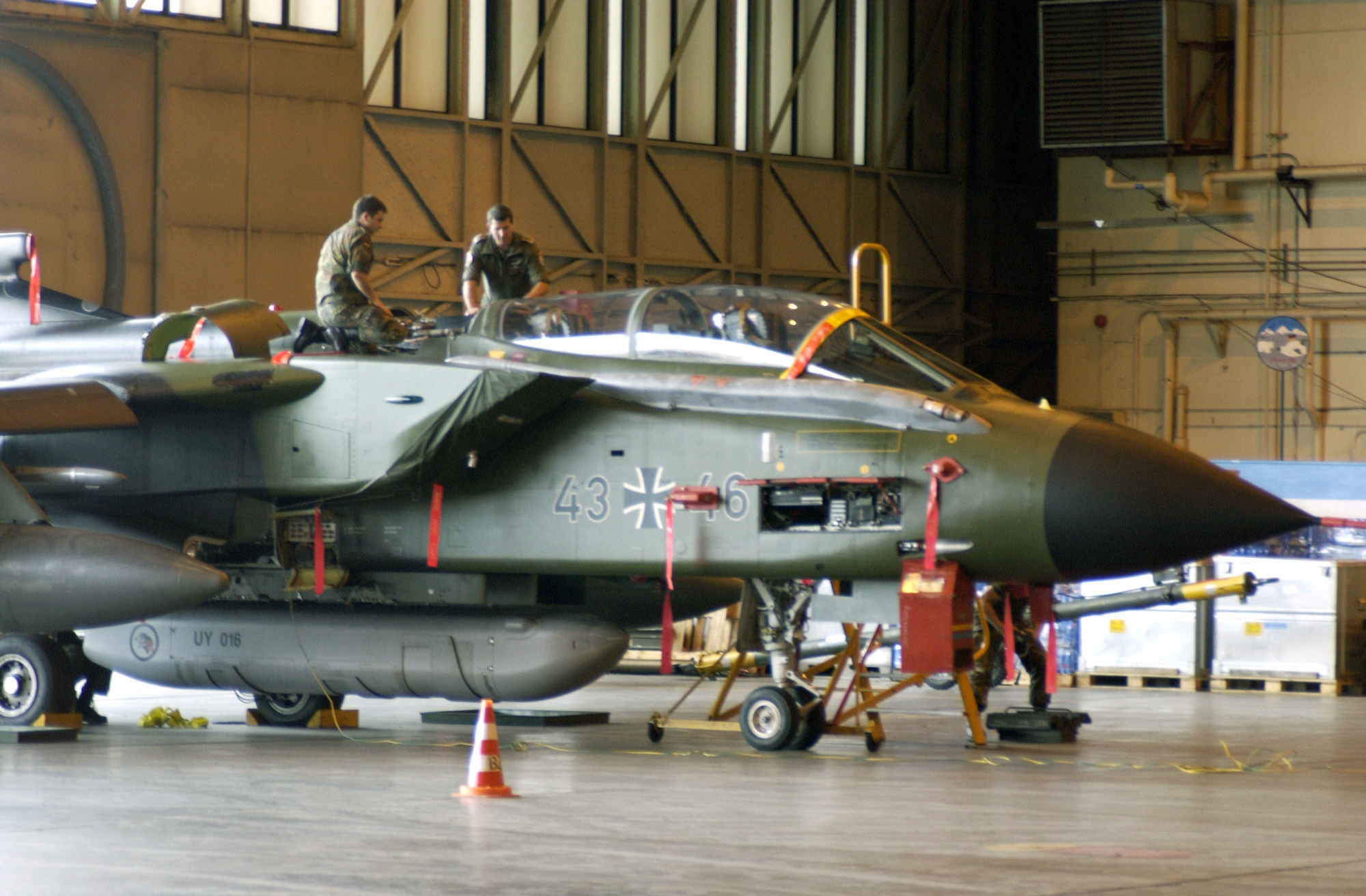
تعمیر جنگنده چندمنظوره پاناویا ترنادو در آشیانه

نگهداری و تعمیرات هواپیما بسیار قاعده‌مند است. چرا که کوچکترین اشتباهی می‌تواند به سقوط هواپیما و در نتیجه مرگ انسان‌ها منجر شود. سازمان بین‌المللی هواپیمایی کشوری (ایکائو) مجموعه استانداردهای جهانی را وضع می‌کند که توسط سازمان‌های ملی یا منطقه‌ای در سراسر جهان به کار گرفته می‌شوند.
سازمان‌های محلی دارای صلاحیت پرواز عبارتند از:
- آژاانس امنیت هوانوردی ملی برزیل (ANAC)
- اداره هواپیمایی کشوری چین (CAAC)
- سازمان نظارت و ارزیابی شرکت‌ها و خطوط هواپیمایی کشوری بریتانیا (CAA)
- سازمان ایمنی هواپیمایی کشوری استرالیا (CASA)
- اداره کل هواپیمایی کشوری هند (DGCA)
- آژانس ایمنی هوانوردی اروپا (EASA)
- اداره هوانوردی فدرال آمریکا (FAA)
- ترانسپورت کانادا (TC)

## پرسنل
سازمان ایکائو، وظایف شخص مجوز گرفته برای انجام نگهداری و تعمیرات هواپیما (تکنسین/مهندس/مکانیک) را تعریف می‌کند. اما این عبارت را هم ذکر می‌کند که "شرایط ذکر شده در داخل براکت‌ها به عنوان ضمیمه‌های قابل قبول برای عنوان مجوز، معرفی شده‌اند". بنابراین از هر کشور طرف قرارداد انتظار می‌رود که بر اساس مقررات ترجیحی خاص خود از آن استفاده کند". پس تکنسین‌ها، مهندسین و مکانیک‌های نگهداری و تعمیرات هواپیما، همگی، یک وظیفه را دارند. اما کشورهای مختلف می‌توانند این شرایط را با روش‌های مختلف، بسته به تعریف خود از صلاحیت و مسئولیت افراد، تعریف کنند.
مجوزهای رسمی برای پرسنل نگهداری و تعمیرات هواپیما عبارتند از:
- مهندس نگهداری و تعمیرات هواپیما (AME) که مجوز مهندسی نگهداری و تعمیرات هواپیما (LAME یا L-AME) نیز نامیده می‌شود.
- تکنسین نگهداری و تعمیرات هواپیما (AMT) که در آمریکا تکنسین نگهداری و تعمیرات هوانوردی یا به گویش عمومی «بدنه و موتور هواپیما» (A & P) نیز نامیده می‌شود.
- مکانیک نگهداری و تعمیرات هواپیما (AMM)

## سازمان‌های اروپایی

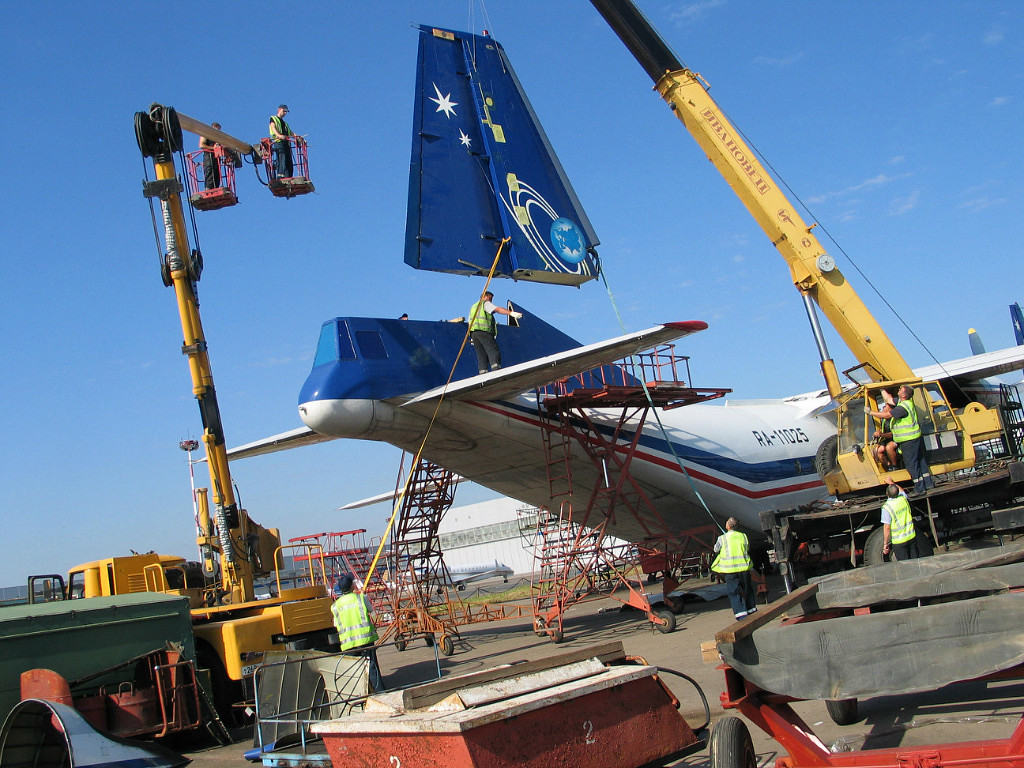

پرسنل نگهداری و تعمیرات هواپیما در اروپا باید با "بخش ۶۶، صدور گواهینامه کارکنان: روش‌های قابل قبول انطباق‌پذیری (AMC)" صادر شده توسط آژانس ایمنی هوانوردی اروپا آشنایی کامل داشته باشند.
بخش ۶۶ بر اساس مقررات هوانوردی مشترک اعلام شده توسط سازمان‌های هوانوردی مشترک و مشخصات ۱۰۴ انجمن حمل و نقل هوایی تنظیم شده‌است. چهار سطح مجوز وجود دارد:
- سطح ۱: آشنایی کلی، بدون گواهینامه
- سطح ۲: رمپ و حمل و نقل، رده A

تنها می‌تواند کار خود را برای انجام وظایفی که آموزش دیده‌است تأیید کند.
- سطح ۳: کارکنان تأییدکننده مسیر (به انگلیسی: Line Certifying Staff) و کارکنان پشتیبانی نگهداری و تعمیرات پایگاه، رده B1 (الکترومکانیکی) و/یا B2 (آویونیک)

می‌تواند همه کارهای انجام شده بر روی یک هواپیما یا موتور که نوع آن مشخص شده را به استثنای نگهداری و تعمیرات در پایگاه تأیید کند (به‌طور کلی تا سطح A)
- سطح ۴: کارکنان تأییدکننده نگهداری و تعمیرات در پایگاه، گروه C

می‌تواند همه کارهای انجام شده بر روی یک هواپیما یا موتور که نوع آن مشخص شده را در صورتی‌که نگهداری و تعمیرات در پایگاه انجام شده باشد تأیید کند (به کارکنان اضافی سطح ۳ لازم است)
این گواهی به صورت خودکار شامل سطح ۲ یا ۳ نمی‌شود.

## کنترل و بازرسی

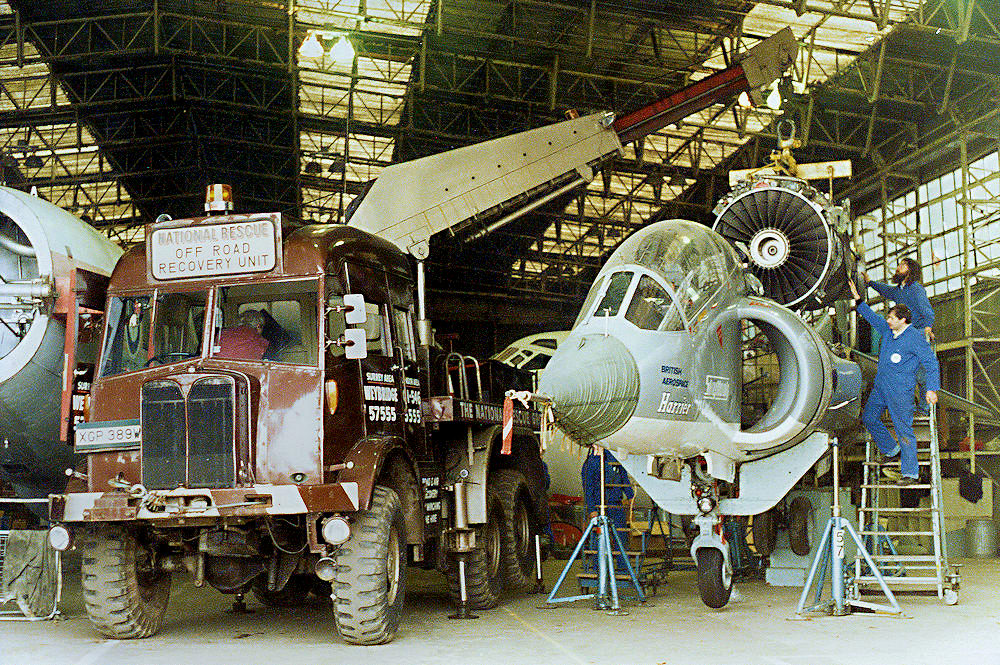

### بازرسی‌های معمول
نوشتار اصلی: بازرسی‌های نگهداری و تعمیرات هواپیما
بازرسی‌های نگهداری و تعمیرات هواپیما به صورت دوره‌ای هستند که باید برای تمام هواپیماهای تجاری/شخصی پس از زمان یا استفاده مشخص از انجام شود.

### تاییدیه صلاحیت پرواز
در پایان هر بار نگهداری و تعمیرات، یک فرد مورد تأیید از سوی سازمان صلاحیت پرواز ملی، گواهی تأیید را امضا می‌کند که بیانگر نگهداری و تعمیرات انجام شده مطابق با الزامات صلاحیت پرواز است. در مورد یک هواپیمای صنعتی این فرد ممکن است یک مهندس نگهداری و تعمیرات هواپیما یا تکنیسین نگهداری و تعمیرات هواپیما باشد. در حالی که برای هواپیمای دست‌ساز این فرد ممکن است مالک یا سازنده هواپیما باشد.

## بازرسی خودکار
سیستم‌های بازرسی خودکار هواپیما این پتانسیل را دارند که نگهداری و تعمیرات هواپیماها را امن‌تر و قابل اطمینان‌تر می‌سازند. در حال حاضر، راه حل‌های مختلف مانند یک ربات متحرک به نام ایر-کوبوت و پهپاد ارائه شده‌است.